# Eratigena feminea
Eratigena feminea là một loài nhện trong họ Agelenidae. Chúng được Eugène Simon miêu tả năm 1870.

## Hình ảnh

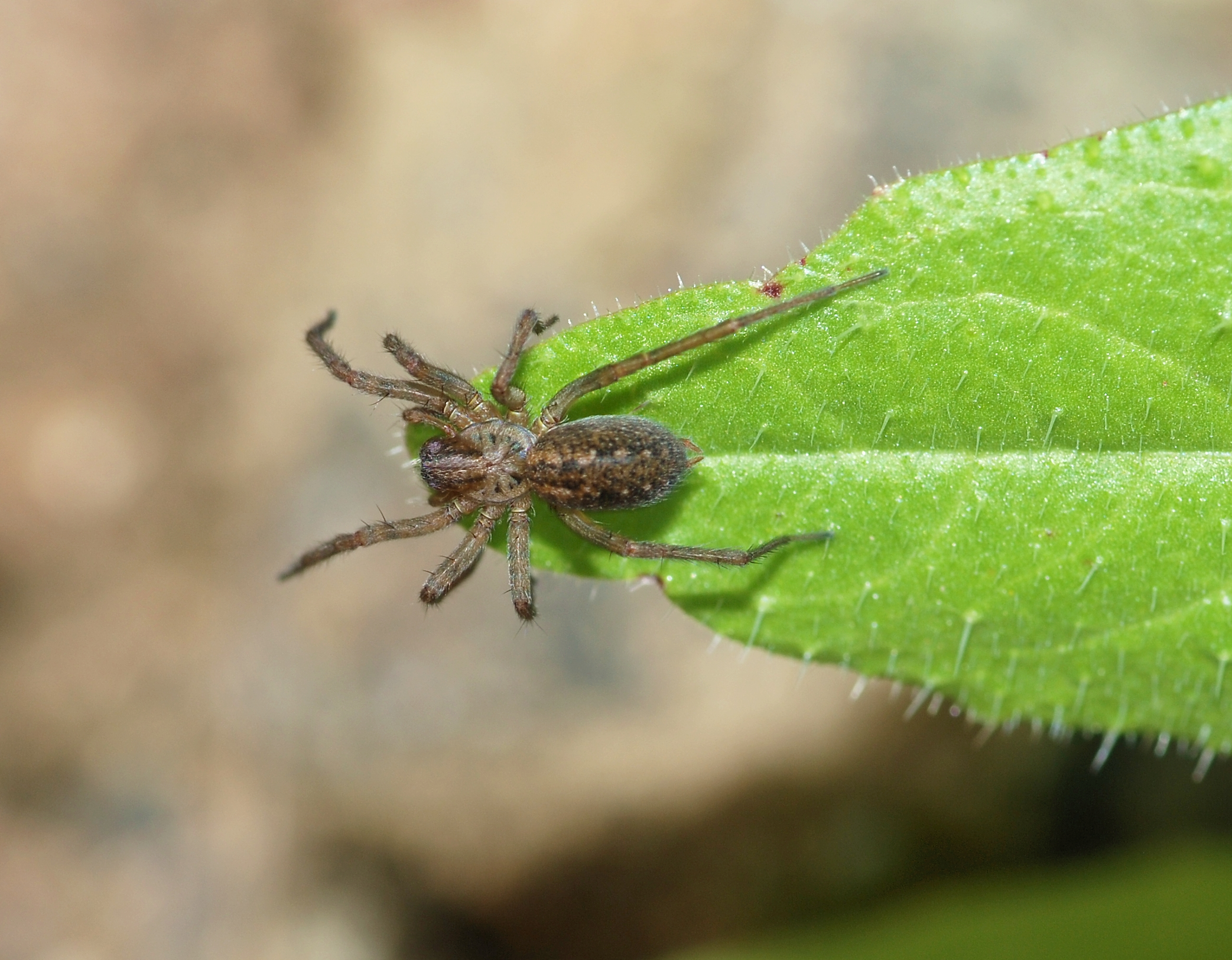